# Exotic birds and fruit

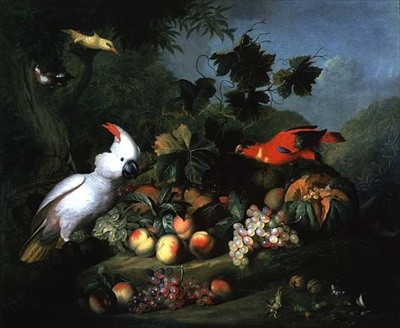
Schilderij van Jakob Bogdani

Exotic birds and fruit is een studioalbum van Procol Harum.
Het album werd opgenomen in de Air Studios in Londen tijdens de Oliecrisis van 1973 (Three-day week uitgeroepen door Ted Heath). Dit hield in dat de stroom in de geluidsstudio soms uitviel en ze moesten wachten tot de generator opgestart was om verder te gaan. Anderzijds, wanneer er stroom was moest de band alle tijd gebruiken die ze tot hun beschikking had totdat de stroom weer uitviel. Reids teksten pasten zich (voor zover ze later begrepen werden) bij de teneur van de tijd, somberheid. Brooker vertelde in een terugblik dat het album meer de rockrichting opging dan de orkestrale symfonische rock; hij wilde meer als een rockband klinken. Gitarist Grabham zag het als gewone ontwikkeling in de band. Als muziekproducent werd opnieuw Chris Thomas met geluidstechnicus John Punter.
Voor de platenhoes viel Brookers blik op een schilderij van Jakob Bogdani (1658-1724), specialist in exotische vogels en fruit; Brooker vond zijn muziek daar ook wel onder vallen. 
In Nederland werd het album goed ontvangen, met name door de pers. Jim van Alphen van Het Parool vond het een meesterwerk. Fred van Wijnen in het Algemeen Dagblad noemde het "grandioze weemoed" en voorspelde een “gouden plaat”, maar de verkoop in Nederland viel tegen. Het album haalde de Nederlandse en Belgische albumlijsten niet, net zomin als de Britse. Wel haalde het noteringen in Duitsland, Noorwegen en de Verenigde Staten. In december 1974 gaf Procol Harum wel een concert in het Concertgebouw. OOR's Pop-encyclopedie (versie 1979) constateerde dat de band zoekende was.

## Musici
- Gary Brooker – zang, piano
- Mick Grabham – gitaar
- BJ Cole – pedal steel guitar (track 3)
- Chris Copping – orgel
- Alan Cartwright – basgitaar
- B.J. Wilson – drumstel

## Muziek
De originele elpee had negen tracks, bij compact disc werden bonustracks en bonus-cd’s toegevoegd. Onderstaand het overzicht van de release van Esoteric Recordings uit 2018. Alle nummers geschreven door Gary Brooker (muziek) en Keith Reid (teksten), behalve Long gone geek door Gary Brooker, Keith Reid en Matthew Fisher

| Nr. | Titel                       | Duur |
| --- | --------------------------- | ---- |
| 1.  | Nothing but the truth       | 3:13 |
| 2.  | Beyond the pale             | 3:03 |
| 3.  | As strong as Samson         | 5:05 |
| 4.  | The idol                    | 6:38 |
| 5.  | The thin end of the wedge   | 3:44 |
| 6.  | Monsieur R. Monde           | 3:40 |
| 7.  | Fresh fruit                 | 3:05 |
| 8.  | Butterfly boys              | 4:25 |
| 9.  | New lamps for old           | 4:07 |
| 10. | Drunk again                 | 4:25 |
| 11. | As strong as Samson (remix) | 4:07 |

Drunk again was de B-kant van de single Nothing but the truth.

| Nr. | Titel                   | Duur |
| --- | ----------------------- | ---- |
| 1.  | Conquistador            |      |
| 2.  | Whaling stories         |      |
| 3.  | Bringing home the bacon |      |
| 4.  | New lamps for old       |      |
| 5.  | Beyond the pale         |      |
| 6.  | As strong as Samson     |      |
| 7.  | Simple sister           |      |
| 8.  | The idol                |      |
| 9.  | Grand hotel             |      |
| 10. | Butterfly boys          |      |
| 11. | Nothing but the truth   |      |

| Nr. | Titel                         | Duur |
| --- | ----------------------------- | ---- |
| 1.  | Conquistador                  |      |
| 2.  | Bringing home the bacon       |      |
| 3.  | Long gone geek                |      |
| 4.  | Homburg                       |      |
| 5.  | Cerdes (Outside the gates of) |      |
| 6.  | Beyond the pale               |      |
| 7.  | Power failure                 |      |
| 8.  | As strong as Samson           |      |
| 9.  | The idol                      |      |
| 10. | Butterfly boys                |      |
| 11. | Mabel                         |      |
| 12. | Nothing but the truth         |      |
| 13. | New lamps for old             |      |

### Butterfly boys
Butterfly birds wijkt af qua tekst af van het gangbare binnen Procol Harum. Het was Chris Wright en Terry Ellis, managers van Procol Harum en van platenlabel Chrysalis Records direct duidelijk wie er bedoeld werden (het logo van Chrysalis is een vlinder (Butterfly)). Procol Harum klaagde over de manier hoe ze behandeld werden. 